# Pavlivka, Cervonoarmiisk
Pavlivka (în ucraineană Павлівка) este localitatea de reședință a comunei Pavlivka din raionul Cervonoarmiisk, regiunea Jîtomîr, Ucraina.

## Demografie
Componența lingvistică a localității Pavlivka
     Ucraineană (98,25%)
     Rusă (1,17%)
     Alte limbi (0,58%)
Conform recensământului din 2001, majoritatea populației localității Pavlivka era vorbitoare de ucraineană (98,25%), existând în minoritate și vorbitori de rusă (1,17%).